# Dmitri Alexeev
Pour les articles homonymes, voir Alekseïev.
Dmitri Konstantinovitch Alexeev (en russe : Дмитрий Константинович Алексеев ; né le 10 août 1947 à Moscou), est un pianiste soviétique puis russe.

## Formation et carrière
Dmitri Alexeev fait ses études musicales au conservatoire de Moscou, puis prend des cours avec Dmitri Bachkirov. Il remporte en 1969 le 2e prix au Concours international Marguerite-Long-Jacques-Thibaud à Paris, puis les 1er prix au Concours international Georges Enesco à Bucarest en 1970, au Concours international Tchaïkovski en 1974 et au Concours international de piano de Leeds en 1975. 
Il fait ses débuts aux États-Unis en 1976 dirigé par Carlo Maria Giulini puis en 1986, il débute avec l'Orchestre philharmonique de Berlin et l'Orchestre du Concertgebouw d'Amsterdam. Il joue parfois en duo de pianos avec sa femme la pianiste Tatiana Sarkissova et accompagne occasionnellement Barbara Hendricks.
Il enseigne actuellement au Royal College of Music de Londres.

## Discographie

### Piano
- Brahms, Œuvres pour piano : op. 76 et 116 à 119 / Robert Schumann, Études Symphoniques (juillet 1976, mars/octobre 1979, octobre 1987, 2CD EMI) (OCLC 978010284)
- Chopin, Valses (1986, EMI 4 79540 2) (OCLC 637091296)
- Chopin, Préludes, op. 28 (1986, EMI 7 64117 2) (OCLC 42563967)
- Rachmaninov, Préludes ; Morceaux de fantaisie ; Moments musicaux (1987-1989, 2 CD Virgin Classics) (OCLC 809218990)
- Schumann, Études symphoniques opus 13, Kreisleriana opus 16 (CD EMI 7 498452, 1989)
- Scriabine, Sonates (intégrale) (Brilliant Classics)
- Rachmaninov / Medtner, Musique pour deux pianos - avec Nikolaï Demidenko (4-6 avril 1993, Hyperion) (OCLC 978013166)
- Scriabine, Études (janvier/octobre 2009, Brilliant Classics) (OCLC 927112354)
- Chopin, Mazurkas (avril/juillet 2013, Narodowy Instytut Frydeyka Chopina) (OCLC 932222570)
- Scriabine, Préludes (juillet 2017, 2 CD Brilliant Classics) (OCLC 1088932211)

On

### Concertos
- Chostakovitch, Concertos pour piano nos 1 et 2 ; Assault on the Beautiful Gorky - English Chamber Orchestra, dir. Maksymiuk (mai 1983, EMI) (OCLC 864218148)
- Grieg / Robert Schumann, Concertos pour piano - Royal Philharmonic Orchestra, dir. Iouri Temirkanov (13-15 février 1988, EMI 7 64451 2) (OCLC 34003427)
- Medtner, Concerto pour piano no 1 ; Quintette avec piano - BBC SO, dir. Lazarev (18/23 mars 1994, Hyperion) (OCLC 32065589)
- Prokofiev, Concertos pour piano nos 2 et 3 - Royal Philharmonic Orchestra, dir. Temirkanov (EMI)
- Rachmaninov, Rhapsodie sur un thème de Paganini - St. Petersburg PO, dir. Temirkanov (RCA)
- Rachmaninov, Concerto pour piano no 2 ; Trois préludes - Royal PO, dir. Fedoseyev (EMI)
- Scriabine, Prometheus - Philadelphia Orchestra, dir. Muti (EMI)